# Phasicnecus aequidistans
Phasicnecus aequidistans is een vlinder uit de familie van de Eupterotidae. De wetenschappelijke naam van de soort is voor het eerst geldig gepubliceerd in 1915 door Strand.